# Wako (Saitama)
Wako (和光市 -shi) é uma cidade japonesa localizada na província de Saitama.
Em 2003 a cidade tinha uma população estimada em 73 670 habitantes e uma densidade populacional de 6 673,01 h/km². Tem uma área total de 11,04 km².
Recebeu o estatuto de cidade a 31 de Outubro de 1970.